# 113-й отдельный танковый батальон
113-й отдельный танковый батальон (113 отб) — танковый батальон Красной армии в годы Великой Отечественной войны.

## Формирование и боевой путь
Директивой НКО № 725059сс от 24 августа 1941 года из состава 108-й танковой дивизии был сформирован 113-й танковый батальон с дислокацией в г.Кубинка.
С 26 августа 1941 г. батальон направлен на Брянский фронт в состав 280-й стрелковой дивизии. 113-й отб вместе со 108-й танковой дивизией и 42-й, 121-й, 141-й и 150-й танковыми бригадами входил в состав танковых войск к началу битвы под Москвой на Брянском фронте в составе группы генерал-майора А.Н. Ермакова.
21 января 1942 г. остатки батальона направлены на формирование 14-й танковой бригады.

## Боевой и численный состав
Сформирован по штату № 010/85 от 23 августа 1941 года:
- управление батальона - два танка Т-34
- рота средних танков - семь танков Т-34,
- 1-я рота малых танков - десять Т-40,
- 2-я рота малых танков - десять Т-40,
- взвод обеспечения.

Численный состав батальона:
Комначсостав - 25 чел.,
Младший комсостав - 54 чел.,
Рядовой состав - 49 чел.
Всего: 128 чел. (в документе 138 чел.)
Боевой состав:
Т-34 - 9 шт.,
Т-40 - 20 шт.

## Подчинение
В составе Действующей армии с 31 августа 1941 по 21 января 1942 гг.
| Дата                    | Фронт (округ)  | Армия            |
| ----------------------- | -------------- | ---------------- |
| 26.08.1941 — 21.01.1942 | Брянский фронт | 3-я армия (СССР) |

## Командный состав
- Коростий Савелий Павлович - командир 113-й отб с 05 декабря 1941 года, капитан[2],
- Соболев Николай Андреевич - помощник командира батальона, капитан [7],
- Пряткин Сергей Александрович - комиссар батальона, старший политрук[8],
- Онапаренко Александр Филиппович - командир взвода, мл. лейтенант[9],